# Lumen (eenheid)
| Kleinere eenheden | Kleinere eenheden | Kleinere eenheden |
| factor            | naam              | symbool           |
| ----------------- | ----------------- | ----------------- |
| 10−3              | millilumen        | mlm               |
| 1                 | lumen             | lm                |

Het lumen (symbool: lm) is de eenheid voor lichtstroom.
Het lumen is een maat voor de totale hoeveelheid zichtbaar licht die een lichtbron in alle richtingen uitstraalt.
Het lumen is een afgeleide eenheid uit het SI-stelsel. 1 lumen is de lichtstroom van een puntlichtbron waarvan het licht in 1 steradiaal gebundeld is en 1 candela uitstraalt. Meer algemeen: de lichtstroom in lumen is gelijk aan het product van de lichtsterkte van de bron in candela en de ruimtehoek waarin het licht wordt uitgezonden in steradiaal. Eén lumen is dan ook gelijk aan één cd sr. Met andere woorden, aangezien een bol 4π steradialen is, heeft een lichtbron die in alle richtingen een uniforme lichtsterkte van 1 candela uitstraalt, een totale lichtstroom van 4π lumen.  1 lm = 1 cd·sr.
Gewoonlijk wordt de intensiteit van licht (als elektromagnetische golf) weergegeven door de Poynting-vector in W/m². Omdat het oog slechts een deel van het EM-spectrum kan waarnemen (meest gevoelig voor 550 nm (groen) golven), wordt het lumen ook gedefinieerd als equivalent aan een vermogen van 1/683 watt bij deze golflengte.
De lichtstroom is de totale hoeveelheid licht in een lichtbundel.  Bekijkt men een deel van een lichtbundel, dan heeft dat deel een kleinere lichtstroom (in lumen) maar (in principe) dezelfde lichtsterkte (in candela) als de hele bundel. De lichtstroom hangt af van het vermogen van de bron en van de kleur van het licht. Een ledlamp geeft per watt een lichtstroom van 40 tot 100 lumen.
| Lichtstroom | Vergelijking elektrisch vermogen | Vergelijking elektrisch vermogen | Vergelijking elektrisch vermogen | Vergelijking elektrisch vermogen |
| Lichtstroom | ledlamp                          | spaarlamp                        | gloeilamp                        | halogeenlamp                     |
| 50 lm       | 1 W                              |                                  | 7 W                              |                                  |
| 100 lm      | 1,2 W                            |                                  | 15 W                             |                                  |
| 150 lm      |                                  |                                  |                                  | 18 W                             |
| 200 lm      | 2 W                              | 5 W                              | 25 W                             |                                  |
| 300 lm      | 3 W                              |                                  |                                  | 28 W                             |
| 400 lm      | 4 W                              | 8 W                              | 40 W                             |                                  |
| 500 lm      | 5,5 W                            |                                  |                                  |                                  |
| 600 lm      | 6 W                              | 11 W                             |                                  | 42 W                             |
| 700 lm      |                                  | 13 W                             | 60 W                             |                                  |
| 800 lm      |                                  | 15 W                             |                                  |                                  |
| 850 lm      |                                  |                                  |                                  | 52 W                             |
| 900 lm      | 8 W                              | 16 W                             | 75 W                             |                                  |
| 1000 lm     | 11 W                             |                                  |                                  |                                  |
| 1100 lm     |                                  | 18 W                             |                                  |                                  |
| 1300 lm     |                                  | 22 W                             | 100 W                            | 70 W                             |
| 1500 lm     | 18 W                             | 25 W                             |                                  |                                  |
| 1800 lm     | 20 W                             | 28 W                             |                                  |                                  |
| 1900 lm     |                                  |                                  |                                  | 105 W                            |
| 2100 lm     |                                  | 33 W                             | 150 W                            |                                  |

## ANSI-lumen
Het ANSI-lumen is een maat voor de lichtopbrengst van bijvoorbeeld een videoprojector (beamer). Het is de gemiddelde lichtsterkte gemeten over 9 punten op het projectievlak in 100% wit. Deze waarde wordt gemeten met een lichtmeter. Courante waarden liggen tussen 800 en 5000 lm.
De courante waarde van het aantal lumen bij videoprojectoren ligt tussen 800 lm en 40.000 lm.